# Brockway Motor
 (août 2024).
Si vous disposez d'ouvrages ou d'articles de référence ou si vous connaissez des sites web de qualité traitant du thème abordé ici, merci de compléter l'article en donnant les références utiles à sa vérifiabilité et en les liant à la section « Notes et références ».
Pour les articles homonymes, voir Brockway.
La Brockway Motor est un ancien fabricant américain de camions.

## Historique
C'est en 1851 que George Brockway crée sa compagnie, et la société commença ses activités en réalisant des chariots.
En 1912, la Brockway Motor Truck Co., basée à Cortland dans l'État de New York aux États-Unis, fabrique son premier camion avec une transmission par chaîne et cabine ouverte, équipé de roues de grand diamètre, propulsé par un moteur à deux temps 3 cylindres, à refroidissement par air. La firme est un important fournisseur de véhicules militaires pendant la Première Guerre mondiale, entre autres du camion Liberty.
Après la guerre apparaissent des modèles de camions de charge utile de 1.5 et 3 tonnes, avec une cabine fermée et des moteurs à essence de 4 cylindres de marque Continental, et aussi une transmission par vis sans fin.
En 1921, un camion de 5 tonnes de charge utile est ajouté à la gamme. En 1928, des moteurs Wisconsin de 4 et 6 cylindres deviennent disponibles. La firme reprend la société Indiana Trucks, mais quatre ans plus tard, revend l'acquisition à la société à White Motor.
En 1934, Brockway lance un gros camion sur le marché, le V1200, avec un moteur à essence V12 American LaFrance, de 240 chevaux et capable de tirer une charge de 27 tonnes. Les ventes furent limitées, les restrictions de poids par essieu de nombreux États américains, découragent ce genre de machine. Ce camion est retiré de la gamme en 1937. Aussi la gamme de camions comprenait 16 modèles différents, allant du camion 1,5 tonne au semi-remorque d'une charge utile de 10 tonnes, propulsés par des moteurs à essence 6 cylindres.
En 1942, la firme est engagée dans l'effort de guerre. Mais après le conflit, la compagnie construit des tracteurs routiers à capot, pour des charges de 32 tonnes. Avec des moteurs 6 cylindres Continental à essence, équipés de boîtes de vitesses Fuller et de suspensions arrière Timken.
En 1956, cette gamme forme l'essentiel de la production quand la compagnie est reprise par Mack Trucks. Tout en restant autonome, Brockway adopte la cabine Mack séries F, pour son premier essai de tracteurs à cabine avancée. En 1958, un nouveau camion est inauguré, le Huskie.
En 1963, Mack impose les moteurs Diesel de Cummins, Caterpillar et Detroit Diesel, puisque Brockway, jusqu'à cette période, possède uniquement des moteurs à essence dans sa gamme de produits. Et les moteurs à essence disparaissent à la fin des années 1960. En 1965, la série 300 apparaît et ressemble au modèle Mack C. En 1967, la série 360 est commercialisée, un camion à capot, disponible avec l'essieu avant reculé. En 1968, une nouvelle boîte de vitesses appelée Huskidrive, disponible en 5 et 8 vitesses.
En 1977, Mack décide de fermer l'usine et le nom n'est plus utilisé.